# Право справедливости
Право справедливости — название набора правовых принципов, действующих в рамках традиции английского общего права, дополняя строгие правила там, где требование их формального исполнения могло бы быть слишком жёстким. В правовых системах цивильного права подобные «общие оговорки» позволяют судьям более свободно применять нормы законов.

## История
Право справедливости сложилось в Англии к XIV веку. Его происхождение связано с тем, что из-за строжайшего формализма общего права большинство людей практически не имело возможности подать иск в королевские суды, что заставляло многих (в том числе тех, кто не был согласен с вынесенными судами решениями) обращаться к королю напрямую, прося его о «милости и справедливости» (отсюда и возникло названия права). Рассматривал жалобы не лично король, а лорд-канцлер от его имени.
Число жалоб было высоким и постоянно росло, поэтому при лорде-канцлере был создан специальный орган с установленным порядком рассмотрения дел, позднее получивший название «Канцлерский суд», также известный как «суд справедливости» (поскольку считалось, что, раз он не зависит от системы общего права, то при вынесении решений руководствуется лишь принципами справедливости). В ходе его деятельности возникли основанные на конкретных случаях — прецедентах — нормы, которые впоследствии сформировали систему права справедливости. 
Чаще всего право справедливости применялось в области гражданских правоотношений. Канцлерский суд не мог прямо отменить решение, вынесенное судом общего права, однако мог вынести такое решение, которое значительно изменило или сделало бы невозможным действие принятого ранее решения; это решение формально не могло считаться юридическим в полной мере, однако «соответствовало требованиям справедливости». Будучи в основе своей прецедентным, право справедливости также в значительной степени было основано на римском и каноническом праве. В течение применения и развития права справедливости сложились многие специфические институты англосаксонского права (доверительная собственность, исполнение договоров в натуре (тогда как общее право предусматривало лишь денежную компенсацию за неисполнение договора) и так далее).
Право справедливости, как обычно говорят, «смягчает суровость общего права», разрешая судам использовать собственную точку зрения и применять правосудие в согласии с естественным правом. 
Историческая критика права справедливости в его развитии основана на том, что у него не было чётких правил применения, ввиду чего лорд-канцлер мог выносить решение, руководствуясь только собственной совестью, а кроме того, подобное «дублирование» прав ещё более усложняло английскую правовую систему. Право справедливости затем потеряло значительную часть своей «гибкости» и с XVII века было интегрировано в систему общего права, а в ходе судебной реформы 1873—1875 годов окончательно формально стало частью общего права, однако многие правовые институты, сложившиеся в ходе практики его применения, по-прежнему отделены от институтов общего права, регулируя вопросы договорной собственности, возмещения ущерба и других аспектов; притязания, основанные на нём (англ. equitable rights), отделяются от основанных на общем праве субъективных прав.

## Основные принципы
Право справедливости (Equity) предусматривает equitable titles, т. е. такие титулы прав или правомочия, которых не знало общее право. Важнейшим из них является траст, при котором легальное (at law) право собственности принадлежит одному лицу — trustee, а в действительности другому — cestui qui trust; одним из главных назначений траста было обеспечение отдельной собственности замужних женщин. Вообще, системе equity английское право обязано важным институтом Separate use, в отличие от формальной собственности. 
Также право справедливости создало equitable rights, т. е. дала юридическую защиту целому ряду отношений, вытекающих из несчастного случая (accident), ошибки (mistake), обмана (fraud) и т. д. Пример: опекун тотчас по прекращении опеки покупает имение своего бывшего подопечного; at law сделка вполне законна, но канцлерский суд смотрел на нее подозрительно и давал подопечному возможность ее оспаривать. 
Наконец, право справедливости обогатило английское право особыми юридическими средствами, equitable remedies, каковы в особенности injunction, напоминающая римские интердикты (приказание сделать что-либо или, наоборот, не делать чего-либо, для предупреждения возможного вреда имуществу) и specific performance, дающие возможность получить то самое удовлетворение по обязательству, которое было условлено, а не только убытки от неисполнения обязательства (например, проданную землю, на которую продавец не хочет выдать акт; канцлерский суд мог издать решение о specific performance, в силу которого продавец должен был сидеть в тюрьме, пока не выдаст требуемого акта). Отсюда одна из важнейших «максим» системы права справедливости: equity acts specifically, т. е. дает именно желаемое удовлетворение, а не простую компенсацию. Другая максима, «no right without a remedy», не оставляет ни одно право беззащитным. Другие максимы: «между двумя равными справедливостями преимущество определяется старшинством во времени» или «при неопределенности размера долей справедливо делить поровну» (equality is equity); «кто обращается к справедливости, должен приходить с чистыми руками» и «должен сам поступать справедливо»; «справедливость предполагает намерение исполнить обязательство», т. е. действия обязанного лица истолковываются предпочтительно, как намерение погасить обязательство. Особенно характерна максима equity acts in personam, т. е. меры исполнения канцлерского суда обращалась не непосредственно на имущество, а на личность ответчика, который обязываелся исполнить приказание под угрозой принуждения. 